# Ysselsteyn
Ysselsteyn ne doit pas être confondu avec IJsselstein, ville de la province d'Utrecht
Ysselsteyn est un village néerlandais dans la commune de Venray, dans la province du Limbourg néerlandais. Le village est situé dans l'ouest de la commune de Venray, proche de la frontière entre le Limbourg et le Brabant-Septentrional.

## Histoire
Le village a été fondé en 1921, comme un village (colonie) de défrichement, en plein milieu des landes du Peel. Son nom a été emprunté au ministre de l'Agriculture de l'époque, H.A. van IJsselsteyn, qui en a également dressé les plans.

## Lieux d'intérêt et patrimoine
La commune abrite un cimetière allemand de la seconde guerre mondiale de 28 ha. Parmi les 32 000 tombes du site reposent 24 malgré-nous d'Alsace-Moselle.

## Né à Ysselsteyn
- Peter Winnen, coureur cycliste.

## Sources et références
1. ↑  Hervé de Chalandard, « Retrouvailles avec un père disparu », Les Saisons d'Alsace Hors Série DNA l'Alsace,‎ octobre 2022, p. 88-93

- (nl) Cet article est partiellement ou en totalité issu de l’article de Wikipédia en néerlandais intitulé « Ysselsteyn » (voir la liste des auteurs).